# محمود خاتمی
محمود خاتمی (زادهٔ تهران) استاد تمام گروه فلسفهٔ دانشکدهٔ ادبیات و علوم انسانی دانشگاه تهران است. انتشار موارد متعدد دستبردهای علمی او در سال ۹۳ منجر به جنجال‌هایی در سطح بین‌المللی شد.

## دستبرد گستردهٔ فکری
در تاریخ ۵ نوامبر ۲۰۱۴، مطلبی از سوی کاربری مهمان در تارنمای فلسفی دیلی‌نوس منتشر شد که در آن ادعا شده بود محمود خاتمی در برخی از آثار انگلیسی خود مرتکب دستبرد فکری گسترده شده است. در پی این ادعا، مجله ارگانون اف – که یکی از مقالات محمود خاتمی را در سال ۲۰۰۳ منتشر کرده بود – رسماً در وب‌سایت خود اعلام کرد که محمود خاتمی در این مقاله مرتکب سرقت علمی شده است؛ طبق اعلام این مجله، مقالهٔ خاتمی تقریباً رونوشت واژه به واژه‌ای از مقالهٔ اندرو کارپنتر است که انتشارات راتلج آن را ضمن مجموعه‌ای از مقالات منتشر کرده بود. این مجله سپس مقالهٔ خاتمی را با توضیحی دربارهٔ کلاهبرداری علمی او از تارنمای خود برداشت.
در فوریهٔ ۲۰۱۵ یکی دیگر از مقالاتی که به نام وی منتشر شده بود همراه با توضیحاتی از سردبیر از وبگاه آن مجله حذف شد.
روزنامه شرق در گزارشی دربارهٔ سرقت علمی در ایران در آذر ۱۳۹۳ نوشت «ناشر این کتاب – خانه نشر دکتر مولر – در سال ۲۰۱۰، دقیقاً ۱۰ کتاب از محمود خاتمی منتشر کرده که حتی یک نسخه هم از این کتاب‌ها در هیچ‌یک از کتابخانه‌های دانشگاه تهران موجود نیست. اما آنچه مسلم است در دانشگاه‌های ایران انتشار کتاب به زبان انگلیسی در فرایند ارتقای استادان از رتبه دانشیار به استاد تمام بسیار تأثیرگذار است». این روزنامه، در هنگامی که خاتمی در فرصتی پژوهشی در کانادا به سر می‌برد، با سید حمید طالب‌زاده، مدیر گروه فلسفه دانشگاه تهران، گفتگو کرد. به گفتهٔ طالب‌زاده، نامه‌نگاری‌های گروه فلسفه دانشگاه تهران با خاتمی پاسخی از وی در پی نداشته است.
در تاریخ ۱۰ آذر ۱۳۹۳، دانشگاه تهران در بیانه‌ای بدون نام بردن از خاتمی، خبر از تشکیل کمیته‌ای از برجسته‌ترین استادان این دانشگاه برای بررسی موضوع سرقت علمی «یکی از اعضاء هیئت علمی دانشگاه» داد.
جواد طباطبایی در مقدمهٔ کتابِ ملاحظات دربارهٔ دانشگاه مفصلاً به این سرقت علمی و شرایط و پیامدهای آن پرداخته است.

### بازگشت به تدریس در دانشگاه تهران
در سال ۱۴۰۱ شایعاتی مبنی بر احتمال بازگشت خاتمی به تدریس در دانشگاه تهران منتشر شد. عبدالرضا سیف رئیس دانشکدهٔ ادبیات و علوم انسانی دانشگاه تهران در پاسخ به این شایعات اعلام کرد که «وضعیت همکاری دکتر خاتمی با دانشکده از زمان اجرای حکم تخلف وی در سال ۹۴ تعلیق درآمده و تاکنون هیچ تغییری نکرده است [و] روند همکاری مجدد محمود خاتمی با گروه فلسفه، منوط به نظر کمیته‌های ذی‌ربط در دانشگاه است که مشغول بررسی پرونده وی هستند».
در همین سال انجمن علمی دانشجویان فلسفهٔ دانشگاه تهران در نامه‌ای به سیدمحمد مقیمی، رئیس دانشگاه تهران، خواستار شفافیت در وضعیت رسیدگی به پروندهٔ تخلفات علمی محمود خاتمی شد. ۱۰۴ دانشجوی فلسفهٔ دانشگاه تهران نیز در نامهٔ دیگری به مقیمی ضمن اشاره به شایعات موجود مبنی بر احتمال بازگشت خاتمی به دانشکده، خواستار اعلام نتایج بررسی‌های دانشگاه تهران دربارهٔ تخلفات علمی خاتمی، تجدیدنظر در استادتمامی ایشان به دلیل استفاده از امتیاز آثار منحول برای نیل به این مرتبه و بررسی آثار جدید ایشان برای تأیید اصالت آن‌ها شدند و اعلام کردند که از نظر ایشان «تدریس مجدد آقای خاتمی در دانشکدهٔ ادبیات حیثیت علمی این دانشکده را بیش از پیش لکه‌دار خواهد ساخت».
در خرداد 1404 نیز 100 نفر از دانشجویان گروه فلسفه دانشگاه تهران، در نامه‌ای خطاب به رییس دانشگاه تهران بار دیگر به ادامه حضور محمود خاتمی در دانشگاه معترض شدند. در فرازی از این نامه آمده بود: «حتي اگر برخي ترجیح بدهند ماجرا فراموش شود، ما فراموش نکرده‌ایم. پرونده سرقت علمي گسترده محمودخاتمي همچنان باز است؛ نه فقط در اسناد رسمي دانشگاه، بلکه در حافظه جمعي دانشجویاني که اخلاق علمي را شوخي نمي‌گیرند. ده سال از افشای این تخلف گذشته، حکم قطعي صادر شده و تخلف محرز است؛ اما هنوز بخش‌هایي از ماجرا به عمد مسکوت مانده و برخي کوشیده‌اند با روایت‌های مخدوش و ادعاهای بي‌پایه ،اصل تخلف را کمرنگ جلوه دهند یا امکان برخورد قانوني را انکار کنند.». این دانشجویان به صراحت خواستار تنزل رتبه محمود خاتمی از مرتبه استادی و سلب تمامی امتیازاتی شدند که او از طریق مستندات جعلی کسب کرده است. علاوه بر این، در کنار انتشار این نامه، تصویری از شکایت دانشجویان به محمدحسن صادقی‌مقدم، رییس وقت هیأت انتظامی رسیدگی به تخلفات اساتید دانشگاه تهران نیز منتشر شد.

## آثار
- مدخل فلسفه ارزش، انتشارات علم ۱۳۹۵
- جهان در اندیشه هیدگر، مؤسسه اندیشه اسلامی۱۳۷۴ چ۱۳۷۹–۱، چ۲–۱۳۸۴
- پدیدارشناسی دین، سازمان انتشارات، ۱۳۸۲
- درآمدی به فلسفه ذهن جهاد دانشگاهی دانشگاه تهران ۱۳۸۲
- زیبایی‌شناسی از منظر پدیدارشناسی، فرهنگستان هنر (۱۳۸۳)
- گفتارهایی در پدیدارشناسی هنر فرهنگستان هنر ۱۳۸۷
- روان‌شناسی فلسفی انتشارات علم ۱۳۸۷
- فلسفه ذهن  انتشارات علم ۱۳۸۷
- مدخل فلسفه غربی معاصر انتشارات علم۱۳۸۶
- اندیشه‌های صدرایی انتشارات علم ۱۳۸۶
- جستارهای صدرایی انتشارات علم ۱۳۸۶
- ذهن آگاهی و خود انتشارات علم ۱۳۸۶
- زمینه مدرنیته انتشارات علم ۱۳۸۷
- پیش‌درآمدِ فلسفه‌ای برای هنر ایرانی، فرهنگستان هنر